# 情報ファイルさが
情報Fileさが（じょうほうファイルさが）とは、NBCラジオ佐賀が2013年3月まで放送していたニュース番組である。

## 放送日
- 毎週月曜日～金曜日の17時45分

## パーソナリティー
- 月曜日 - 中村正憲
- 火曜日 - 百武慎也
- 水曜日～金曜日 - 岡本憲明

### 過去のパーソナリティー
- 今村由佳
- 石井理加

## 内容
- 交通情報
- お天気アラカルト
- NBCニュースファイル
- ゲストコーナー
- 野村證券佐賀営業所によるマーケット情報

| スタブアイコン | サブスタブ | この項目は、まだ閲覧者の調べものの参照としては役立たない、ラジオ番組に関連した書きかけの項目です。この項目を加筆・訂正などしてくださる協力者を求めています（P:ラジオ/PJ:放送番組）。 |